# Tapeina melzeri
Tapeina melzeri là một loài bọ cánh cứng trong họ Cerambycidae.